# 프리드리히 질허

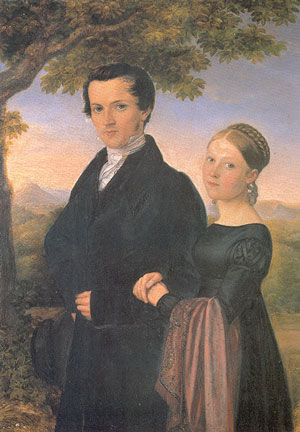

필립 프리드리히 질허(Philipp Friedrich Silcher, 1789년 6월 27일 ~ 1860년 8월 26일)는 독일의 작곡가이다.
본래는 학교 교사가 될 예정이었지만, 카를 마리아 폰 베버를 만난 뒤 루트비히스부르크의 신학교에서 음악에 전념하였고, 콘라딘 크로이처와 요한 네포무크 훔멜의 제자가 되어 작곡과 피아노를 배웠다. 1817년부터 죽을 때까지 튀빙겐 대학교의 지휘자로 있었으며, 1852년 철학 박사의 칭호를 받았다. 독일 및 여러 나라의 민요와 종교 음악 등의 수집·정리·작곡 등에 공헌하였다.